# Вієршань
Вієршань, Вієршані (рум. Vierșani) — село у повіті Горж в Румунії. Входить до складу комуни Жупинешть.
Село розташоване на відстані 208 км на захід від Бухареста, 26 км на південний схід від Тиргу-Жіу, 65 км на північ від Крайови.

## Населення
За даними перепису населення 2002 року у селі проживали 970 осіб, усі — румуни. Усі жителі села рідною мовою назвали румунську.